# Typ Dresden (Schiffstyp)

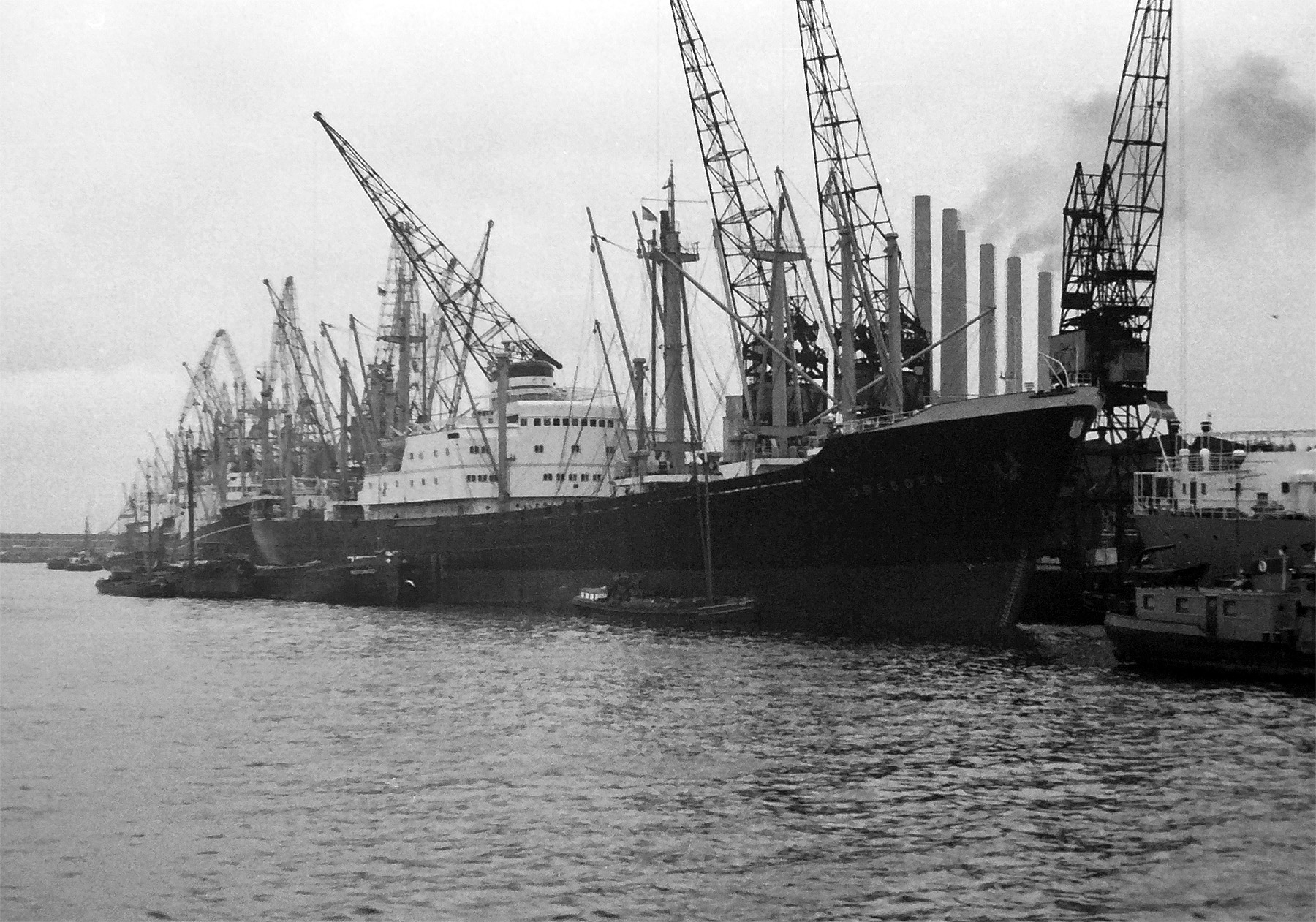
Dresden 1964 in Rotterdam

Der als Typ „Dresden“ bezeichnete Schiffstyp ist eine Baureihe von zwei Frachtschiffen der Hamburg-Amerika-Linie (HAPAG). Die Schiffsklasse knüpfte an den vor dem Zweiten Weltkrieg unterhaltenen Ostasien-Dienst der Reederei an.

## Geschichte

### Bau
Nach der weitgehenden Lockerung der Schiffbaubeschränkungen des Potsdamer Abkommens baute die HAPAG ab 1950 ihre Frachtschiffsflotte erneut auf. Beginnend mit dem ersten Nachkriegsneubau Hamburg wuchs die HAPAG-Flotte wieder kontinuierlich. 1957 bestellte die HAPAG bei der AG Weser zwei typgleiche Motorschiffe für den Dienst nach Australien und Fernost. Am 8. Dezember 1957 konnte die Reederei das Typschiff Dresden von der Werft übernehmen. Ein halbes Jahr darauf, am 30. Juli 1958, komplettierte die München die Baureihe. Bis zur Ablieferung der Elbe-Express-Klasse waren die Dresden und die München für rund ein Jahrzehnt die größten Frachtschiffe der HAPAG.

### Einsatz bei der HAPAG
Wie geplant, wurde das Schiffsduo zunächst im Ostasien-Dienst eingesetzt. Die "München"[DAGY] fuhr zumindest in 1967 (Ende März bis Anfang August die erste Reise) als Ausbildungsschiff mit 20 Kadetten und dann wohl noch eine weitere Reise nach Australien  Beide Schiffe wurden 1970 bei der Fusion der HAPAG mit dem NDL zur neuen Hapag-Lloyd übernommen.

### Spätere Karriere
Ende 1970 gab Hapag-Lloyd die beiden Schwesterschiffe an die Rickmers-Linie weiter, die sie bis Mitte der 1980er Jahre als Sophie Rickmers und Etha Rickmers im Liniendienst nach China weiterbeschäftigte. In der ersten Hälfte der 1970er Jahre boten sie als einzige deutsche Schiffe 14 direkte Verbindungen zwischen Hamburg und China. Beide Schiffe wurden im Jahr 1986 in Shanghai abgebrochen.

## Technik
Die Schiffe der Baureihe waren konventionelle Stückgutschiffe mit eben hinter mittschiffs über der Antriebsanlage angeordneten Aufbauten und vielseitigen Ladungseinrichtungen. So waren die Schiffe mit 26 herkömmlichen Ladebäumen (2 à 3 Tonnen, 14 à 3/5 Tonnen und 10 à 5/10 Tonnen) sowie einem 30-Tonnen-Schwergutbaum und einem 60-Tonnen-Schwergutbaum zur Übernahme von Schwergut in den Luke 4 und 5 ausgerüstet. Vor den Aufbauten befanden sich vier, hinter den Aufbauten drei Trockenladeräume mit jeweils zwei, beziehungsweise drei Zwischendecks. Die Luken wurden mit MacGregor-Lukendeckeln verschlossen. Darüber hinaus verfügten die Schiffe des Typ „Dresden“ über Kühlladeräume, Verschlussladeräume und Süßöltanks.
Der Schiffsantrieb bestand aus einem einfachwirkenden Burmeister & Wain-Zweitakt-Dieselmotor des Typs 10 74-VTBF-160 mit Aufladung, der von Krupp in Lizenz hergestellt wurde.
Der einzige Unterschied der ansonsten baugleichen Einheiten war der deutlich höhere Schornstein der München.

## Die Schiffe
| Die Frachtmotorschiffe des Typ „Dresden“ | Die Frachtmotorschiffe des Typ „Dresden“ | Die Frachtmotorschiffe des Typ „Dresden“ | Die Frachtmotorschiffe des Typ „Dresden“ | Die Frachtmotorschiffe des Typ „Dresden“ | Die Frachtmotorschiffe des Typ „Dresden“                      |
| Name                                     | Stapellauf                               | Ablieferung                              | Baunummer                                | Vermessung                               | Umbenennungen und Verbleib                                    |
| ---------------------------------------- | ---------------------------------------- | ---------------------------------------- | ---------------------------------------- | ---------------------------------------- | ------------------------------------------------------------- |
| Dresden                                  | 26. September 1957                       | 17. Dezember 1957                        | 1321                                     | 12.489 BRT                               | 1970 Sophie Rickmers, Abbruch ab 3. November 1986 in Shanghai |
| München                                  | 14. April 1958                           | 30. Juli 1958                            | 1330                                     | 12.500 BRT                               | 1970 Etha Rickmers, Abbruch ab 14. Juli 1986 in Shanghai      |